# Список наград и номинаций фильма «Я всё ещё здесь»
«Я всё ещё здесь» (порт. Ainda Estou Aqui) — бразильский биографический фильм 2024 года, основанный на мемуарах Марсело Рубенса Пайвы. Режиссёром фильма выступил Вальтер Саллес.  В фильме приняли участие Фернанда Торрес и Фернанда Монтенегру, исполнившие роль Юнис Пайвы, матери и активистки, переживающей насильственное исчезновение своего мужа политика-диссидента Рубенса Пайвы (в исполнении Селтона Мелу), во времена военной диктатуры в Бразилии. 
Фильм впервые был представлен 1 сентября 2024 года на 81-м Венецианском кинофестивале, где получил премию за лучший сценарий. В Бразилии он вышел в прокат 7 ноября 2024 года. Картина получила признание критиков, особенно за игру Фернанды Торрес. 
Фильм «Я всё ещё здесь» получил множество наград и номинаций в различных категориях. Фильм удостоился трёх номинаций на 97-й церемонии вручения премии «Оскар» в категориях «Лучший фильм», «Лучшая женская роль» и «Лучший фильм на иностранном языке». «Я всё ещё здесь» стал первой бразильской кинокартиной, номинированной в категории «Лучший фильм». На 82-й церемонии вручения премии «Золотой глобус» Фернанда Торрес получила премию «Лучшая актриса в драматическом фильме», став первой бразильской актрисой, получившей «Золотой глобус» в актёрской категории. Кроме того, фильм был номинирован в категории «Лучший фильм на иностранном языке. Кинокартина также стала номинантом в категории «Лучший неанглоязычный фильм» на 78-й церемонии вручения премии Британской академии киноискусств.

## Награды и номинации
| Награда                                                       | Дата вручения      | Категория                                                                | Номинанты и получатели                                                          | Результат    | Ист.   |
| ------------------------------------------------------------- | ------------------ | ------------------------------------------------------------------------ | ------------------------------------------------------------------------------- | ------------ | ------ |
| Оскар                                                         | 2 марта 2025       | Лучший фильм                                                             | Мария Карлота Бруно Родриго Тейшейра                                            | Номинация    | [ 9 ]  |
| Оскар                                                         | 2 марта 2025       | Лучшая женская роль                                                      | Фернанда Торрес                                                                 | Номинация    | [ 9 ]  |
| Оскар                                                         | 2 марта 2025       | Лучший фильм на иностранном языке                                        | Я всё ещё здесь                                                                 | Победа       | [ 9 ]  |
| The Astra Awards                                              | 8 декабря 2024     | Лучший фильм на иностранном языке                                        | «Я всё ещё здесь»                                                               | Номинация    | [ 10 ] |
| Ассоциация кинокритиков Остина                                | 6 января 2025      | Лучший фильм на иностранном языке                                        | «Я всё ещё здесь»                                                               | Номинация    | [ 11 ] |
| Brazil Online Film Award                                      | 17 февраля 2025    | Лучший фильм                                                             | «Я всё ещё здесь»                                                               | Победа       | [ 12 ] |
| Brazil Online Film Award                                      | 17 февраля 2025    | Лучший режиссёр                                                          | Вальтер Саллес                                                                  | Победа       | [ 12 ] |
| Brazil Online Film Award                                      | 17 февраля 2025    | Лучшая актриса                                                           | Фернанда Торрес                                                                 | Победа       | [ 12 ] |
| Brazil Online Film Award                                      | 17 февраля 2025    | Лучший актер второго плана                                               | Селтон Мелу                                                                     | Номинация    | [ 12 ] |
| Brazil Online Film Award                                      | 17 февраля 2025    | Лучшая актриса второго плана                                             | Фернанда Монтенегру                                                             | Второе место | [ 12 ] |
| Brazil Online Film Award                                      | 17 февраля 2025    | Лучший актёрский ансамбль                                                | «Я всё ещё здесь»                                                               | Победа       | [ 12 ] |
| Brazil Online Film Award                                      | 17 февраля 2025    | Лучший сценарий                                                          | Мурило Хаузер и Эйтор Лорега                                                    | Победа       | [ 12 ] |
| Brazil Online Film Award                                      | 17 февраля 2025    | Лучшая операторская работа                                               | Адриан Тейджидо                                                                 | Номинация    | [ 12 ] |
| Brazil Online Film Award                                      | 17 февраля 2025    | Лучший бразильский фильм                                                 | «Я всё ещё здесь»                                                               | Победа       | [ 12 ] |
| BAFTA                                                         | 16 февраля 2025    | Лучший неанглоязычный фильм                                              | «Я всё ещё здесь»                                                               | Номинация    | [ 8 ]  |
| Премия Critics Choice Awards. Праздник кино и телевидения     | 22 октября 2024    | Премия «Актриса» – Международный фильм                                   | Фернанда Торрес                                                                 | Победа       | [ 13 ] |
| Международное общество кинофилов                              | 9 февраля 2025     | Лучшая актриса                                                           | Фернанда Торрес                                                                 | Номинация    |        |
| Международное общество кинофилов                              | 9 февраля 2025     | Лучший адаптированный сценарий                                           | Мурило Хаузер и Эйтор Лорега                                                    | Номинация    | [ 14 ] |
| Выбор критиков                                                | 7 февраля 2025     | Лучший фильм на иностранном языке                                        | «Я всё ещё здесь»                                                               | Номинация    | [ 15 ] |
| Награды Ассоциации кинокритиков Далласа и Форт-Уэрта          | 18 декабря 2024    | Лучший фильм на иностранном языке                                        | «Я всё ещё здесь»                                                               | 4-е место    | [ 16 ] |
| Общество кинокритиков Флориды                                 | 20 декабря 2024    | Лучший иностранный фильм                                                 | «Я всё ещё здесь»                                                               | Номинация    | [ 17 ] |
| Золотой глобус                                                | 5 января 2025      | Лучшая женская роль                                                      | Фернанда Торрес                                                                 | Победа       | [ 18 ] |
| Золотой глобус                                                | 5 января 2025      | Лучший фильм на иностранном языке                                        | «Я всё ещё здесь»                                                               | Номинация    | [ 18 ] |
| Гойя                                                          | 8 февраля 2025     | Лучший иностранный фильм на испанском языке                              | «Я всё ещё здесь»                                                               | Победа       | [ 19 ] |
| IndieWire Critics Poll                                        | 16 декабря 2024    | Лучшее исполнение                                                        | Фернанда Торрес                                                                 | 10-е место   | [ 20 ] |
| Роттердамский кинофестиваль                                   | 8 февраля 2025     | Приз зрительских симпатий                                                | «Я всё ещё здесь»                                                               | Победа       | [ 21 ] |
| Ассоциация латиноамериканских журналистов в сфере развлечений | 17 февраля 2025    | Лучший фильм                                                             | «Я всё ещё здесь»                                                               | Номинация    | [ 22 ] |
| Ассоциация латиноамериканских журналистов в сфере развлечений | 17 февраля 2025    | Лучший режиссёр                                                          | Вальтер Саллес                                                                  | Номинация    | [ 22 ] |
| Ассоциация латиноамериканских журналистов в сфере развлечений | 17 февраля 2025    | Лучшая актриса                                                           | Фернанда Торрес                                                                 | Победа       | [ 22 ] |
| Ассоциация латиноамериканских журналистов в сфере развлечений | 17 февраля 2025    | Лучший адаптированный сценарий                                           | Мурило Хаузер, Эйтор Лорега и Марсело Рубенс Пайва                              | Номинация    | [ 22 ] |
| Ассоциация латиноамериканских журналистов в сфере развлечений | 17 февраля 2025    | Лучший фильм на неанглийском языке                                       | «Я всё ещё здесь»                                                               | Победа       | [ 22 ] |
| Ассоциация латиноамериканских журналистов в сфере развлечений | 17 февраля 2025    | Лучшая операторская работа'                                              | «Я всё ещё здесь»                                                               | Номинация    | [ 22 ] |
| Ассоциация латиноамериканских журналистов в сфере развлечений | 17 февраля 2025    | Лучший монтаж                                                            | «Я всё ещё здесь»                                                               | Номинация    | [ 22 ] |
| Премия Лондонской ассоциации кинокритиков                     | 2 февраля 2025     | Лучший фильм на иностранном языке                                        | «Я всё ещё здесь»                                                               | Номинация    | [ 23 ] |
| Кинофестиваль в Майами                                        | 7 ноября 2024      | Приз зрительских симпатий                                                | «Я всё ещё здесь»                                                               | Победа       | [ 24 ] |
| Кинофестиваль в Милл-Вэлли                                    | 16 октября 2024    | Любимое кино зрителей мира                                               | «Я всё ещё здесь»                                                               | Победа       | [ 25 ] |
| Национальный совет кинокритиков США                           | 7 января 2025      | Пять лучших международных фильмов                                        | «Я всё ещё здесь»                                                               | Победа       | [ 26 ] |
| Нью-Йоркские онлайн-кинокритики                               | 16 декабря 2024    | Лучший международный полнометражный фильм                                | «Я всё ещё здесь»                                                               | Второе место | [ 27 ] |
| Общество кинокритиков в Интернете                             | 27 января 2024     | Лучший фильм на иностранном языке                                        | «Я всё ещё здесь»                                                               | Номинация    | [ 28 ] |
| Общество кинокритиков в Интернете                             | 27 января 2024     | Лучшая актриса                                                           | Фернанда Торрес                                                                 | Номинация    | [ 28 ] |
| Международный кинофестиваль в Палм-Спрингс                    | 12 января 2025     | Приз ФИПРЕССИ — лучший международный полнометражный фильм                | «Я всё ещё здесь»                                                               | Победа       | [ 29 ] |
| Международный кинофестиваль в Пинъяо                          | 18 октября 2024    | Премия «Крадущийся тигр, затаившийся дракон» от «Восток-Запад»           | «Я всё ещё здесь»                                                               | Награждён    | [ 30 ] |
| Премия F5                                                     | 19 декабря 2024    | Исполнение года – Фильм                                                  | Фернанда Торрес                                                                 | Победа       | [ 31 ] |
| Премия F5                                                     | 19 декабря 2024    | Лучший фильм                                                             | «Я всё ещё здесь»                                                               | Победа       | [ 31 ] |
| Премия F5                                                     | 19 декабря 2024    | Исполнение года – Детская роль                                           | Кора Мора                                                                       | Победа       | [ 31 ] |
| Общество кинокритиков залива Сан-Франциско                    | 15 декабря 2024    | Лучший международный художественный фильм                                | «Я всё ещё здесь»                                                               | Номинация    | [ 32 ] |
| Международный кинофестиваль в Санта-Барбаре                   | 9 февраля 2025     | Премия «Виртуоз»                                                         | Фернанда Торрес                                                                 | Награждёна   | [ 33 ] |
| Ассоциация искусствоведов Сан-Паулу                           | 20 января 2025     | Лучший фильм                                                             | «Я всё ещё здесь»                                                               | Победа       | [ 34 ] |
| Ассоциация искусствоведов Сан-Паулу                           | 20 января 2025     | Лучший режиссер                                                          | Вальтер Саллес                                                                  | Номинация    | [ 34 ] |
| Ассоциация искусствоведов Сан-Паулу                           | 20 января 2025     | Лучшая актриса                                                           | Фернанда Торрес                                                                 | Победа       | [ 34 ] |
| Ассоциация искусствоведов Сан-Паулу                           | 20 января 2025     | Лучший актер                                                             | Селтон Мелу                                                                     | Номинация    | [ 34 ] |
| Ассоциация искусствоведов Сан-Паулу                           | 20 января 2025     | Лучший сценарий                                                          | Мурило Хаузер и Гектор Лорега                                                   | Номинация    | [ 34 ] |
| Спутник                                                       | 26 января 2025     | Лучшая женская роль                                                      | Фернанда Торрес                                                                 | Победа       | [ 35 ] |
| Спутник                                                       | 26 января 2025     | Лучший фильм на иностранном языке                                        | «Я всё ещё здесь»                                                               | Номинация    | [ 35 ] |
| Международный кинофестиваль в Сан-Паулу                       | 30 октября 2024    | Приз зрительских симпатий – Лучшая бразильская художественная литература | «Я всё ещё здесь»                                                               | Победа       | [ 36 ] |
| Международный кинофестиваль в Ванкувере                       | 11 октября 2024    | Гала-вечер и специальные презентации Приз зрительских симпатий           | «Я всё ещё здесь»                                                               | Победа       | [ 37 ] |
| Веха Рио – Кариока года                                       | 16 декабря 2024    | Кино                                                                     | Фернанда Торрес                                                                 | Награждён    | [ 38 ] |
| Венецианский кинофестиваль                                    | 7 сентября 2024    | Золотой лев                                                              | Вальтер Саллес                                                                  | Номинация    | [ 39 ] |
| Венецианский кинофестиваль                                    | 7 сентября 2024    | Лучший сценарий                                                          | Мурило Хаузер и Эйтор Лорега                                                    | Победа       | [ 39 ] |
| Венецианский кинофестиваль                                    | 7 сентября 2024    | Премия «Зеленая капля»                                                   | Вальтер Саллес                                                                  | Победа       | [ 39 ] |
| Венецианский кинофестиваль                                    | 7 сентября 2024    | Премия SIGNIS                                                            | Вальтер Саллес                                                                  | Победа       | [ 39 ] |
| Ассоциация кинокритиков Вашингтона                            | 8 декабря 2024     | Лучший фильм на иностранном языке                                        | «Я всё ещё здесь»                                                               | Номинация    | [ 40 ] |
| Общество кинокритиков Канзас-Сити                             | 4 января 2025      | Лучший фильм на иностранном языке                                        | «Я всё ещё здесь»                                                               | Номинация    | [ 41 ] |
| Общество кинокритиков Лас-Вегаса                              | 13 декабря 2024    | Лучший фильм на иностранном языке                                        | «Я всё ещё здесь»                                                               | Номинация    | [ 42 ] |
| Ассоциация кинокритиков Лос-Анджелеса                         | 8 декабря 2024     | Лучшая актриса                                                           | Фернанда Торрес                                                                 | Номинация    | [ 43 ] |
| Кинофестиваль в Филадельфии                                   | 17-27 декабря 2024 | Мастера кино                                                             | Вальтер Саллес                                                                  | Награждён    | [ 44 ] |
| Премия «Кино ради мира»                                       | 2025               | Кино для Голубя Мира за самый ценный фильм года                          | Вальтер Саллес                                                                  | Победа       | [ 45 ] |
| Ассоциация кинокритиков Северного Техаса                      | 30 декабря 2024    | Лучший фильм на иностранном языке                                        | «Я всё ещё здесь»                                                               | Номинация    | [ 46 ] |
| GALECA: Общество критиков развлечений ЛГБТК                   | 13 февраля 2025    | Лучший фильм на иностранном языке                                        | «Я всё ещё здесь»                                                               | Победа       | [ 47 ] |
| Премия Ассоциации кинокритиков штата Юта                      | 11 января 2025     | Лучший фильм на иностранном языке                                        | «Я всё ещё здесь»                                                               | Номинация    | [ 48 ] |
| Общество кинокритиков Хьюстона                                | 14 января 2025     | Лучший фильм на иностранном языке                                        | «Я всё ещё здесь»                                                               | Номинация    | [ 49 ] |
| Ассоциация онлайн-кино и телевидения                          | 14 января 2025     | Лучший фильм на иностранном языке                                        | «Я всё ещё здесь»                                                               | Победа       | [ 50 ] |
| Ассоциация онлайн-кино и телевидения                          | 14 января 2025     | Лучшая актриса                                                           | Фернанда Торрес                                                                 | Номинация    | [ 50 ] |
| Опрос критиков Indiewire                                      | 16 декабря 2024    | Лучшее исполнение                                                        | Фернанда Торрес                                                                 | 2-е место    | [ 51 ] |
| Ассоциация кинокритиков Северной Каролины                     | 3 января 2025      | Лучший фильм на иностранном языке                                        | «Я всё ещё здесь»                                                               | Номинация    | [ 52 ] |
| Кинофестиваль в Монклере                                      | 28 октября 2024    | Конкурс художественных произведений                                      | Вальтер Саллес                                                                  | Номинация    | [ 53 ] |
| Премия Золотого Дерби                                         | 22 января 2025     | Лучшая актриса                                                           | Фернанда Торрес                                                                 | Победа       | [ 54 ] |
| Премия Золотого Дерби                                         | 22 января 2025     | Адаптированный сценарий                                                  | Мурило Хаузер и Эйтор Лорега                                                    | Победа       | [ 54 ] |
| Премия Золотого Дерби                                         | 22 января 2025     | Международный фильм                                                      | Мария Карлота Бруно, Родриго Тейшейра, Вальтер Саллес, Мартин де Клермон-Тоннер | Победа       | [ 54 ] |
| Премия Золотого Дерби                                         | 22 января 2025     | Лучший фильм                                                             | Мария Карлота Бруно, Родриго Тейшейра, Мартин де Клермон-Тоннер                 | Победа       | [ 54 ] |
| Общество кинокритиков Гавайев                                 | 22 января 2025     | Лучший фильм на иностранном языке                                        | «Я всё ещё здесь»                                                               | Номинация    | [ 55 ] |
| Кинокритики Нью-Мексико                                       | 2024               | Лучшая адаптированный сценарий                                           | Мурило Хаузер и Эйтор Лорега                                                    | Номинация    | [ 56 ] |
| Кинокритики Нью-Мексико                                       | 2024               | Лучший фильм                                                             | Мария Карлота Бруно, Родриго Тейшейра, Мартин де Клермон-Тоннер                 | Победа       | [ 56 ] |
| Ассоциация кинокритиков «Мьюзик Сити»                         | 10 января 2025     | Лучший фильм на иностранном языке                                        | «Я всё ещё здесь»                                                               | Номинация    | [ 56 ] |
| Международный кинофестиваль в Ла-Рош-сюр-Йон                  | 2024               | Приз зрительских симпатий                                                | Вальтер Саллес                                                                  | 3-е место    | [ 56 ] |
| Премия Ассоциации кинокритиков Большого Западного Нью-Йорка   | 2024               | Лучшая актриса                                                           | Фернанда Торрес                                                                 | Номинация    | [ 57 ] |
| Премия кинокритиков DiscussingFilm                            | 4 января 2025      | Лучшая актриса                                                           | Фернанда Торрес                                                                 | Номинация    | [ 58 ] |
| Премия кинокритиков DiscussingFilm                            | 4 января 2025      | Лучший международный фильм                                               | «Я всё ещё здесь»                                                               | Номинация    | [ 58 ] |
| Киносообщество Северной Дакоты                                | 13 января 2025     | Лучшая актриса                                                           | Фернанда Торрес                                                                 | Номинация    | [ 59 ] |
| Киносообщество Северной Дакоты                                | 13 января 2025     | Лучший международный фильм                                               | «Я всё ещё здесь»                                                               | Номинация    | [ 59 ] |
| Международный фестиваль кино истории Пессака                  | 2024               | Приз зрительских симпатий                                                | Вальтер Саллес                                                                  | Победа       | [ 56 ] |
| Международный фестиваль кино истории Пессака                  | 2024               | Премия Даниэля Ле Рой дю Жюри-Этудиант                                   | Вальтер Саллес                                                                  | Победа       | [ 56 ] |
| Премия Абраччине                                              | 2024               | Лучший режиссёр                                                          | Вальтер Саллес                                                                  | Номинация    | [ 56 ] |
| Премия VHS                                                    | 2024               | Лучшая актриса                                                           | Фернанда Торрес                                                                 | Номинация    | [ 56 ] |
| Премия VHS                                                    | 2024               | Лучший режиссёр                                                          | Вальтер Саллес                                                                  | Номинация    | [ 56 ] |
| Премия VHS                                                    | 2024               | Лучший актёрский ансамбль                                                | Вальтер Саллес                                                                  | Номинация    | [ 56 ] |
| Премия VHS                                                    | 2024               | Лучший фильм                                                             | «Я всё ещё здесь»                                                               | Номинация    | [ 56 ] |
| Премия VHS                                                    | 2024               | Лучший адаптированный сценарий                                           | Мурило Хаузер и Эйтор Лорега                                                    | Номинация    | [ 56 ] |
| Премия «Архангел Культуры»                                    | 3 декабря 2024     | Премия «Архангел»                                                        | Вальтер Саллес                                                                  | Номинация    | [ 60 ] |
| Ассоциация кинокритиков Рио-де-Жанейро                        | 2024               | Лучший фильм года                                                        | Вальтер Саллес                                                                  | Победа       | [ 56 ] |
| Премия Ассоциации кинокритиков Сеары                          | 2024               | Лучший бразильский фильм года                                            | Вальтер Саллес                                                                  | Победа       | [ 56 ] |
| Премия VIP-зоны                                               | 2024               | Лучшая национальная продукция                                            | Вальтер Саллес                                                                  | Победа       | [ 56 ] |
| Премия VIP-зоны                                               | 2024               | VIP года                                                                 | Фернанда Торрес                                                                 | Победа       | [ 56 ] |
| Премия VIP-зоны                                               | 2024               | Медиа икона                                                              | Фернанда Монтенегру                                                             | Победа       | [ 56 ] |

## Комментарии
1. ↑  Некоторые группы награждения не просто присуждают одного победителя, они отмечают несколько лауреатов и занимают призовые места. Поскольку это особое признание и отличается от потери награды, упоминания победителей считаются победами при подсчёте наград.